# Geschichte der Stadt Iserlohn
Die Geschichte der Stadt Iserlohn beschreibt den Wandel Iserlohns von einer kleinen Siedlung im nordwestlichen Sauerland über eine Festungsstadt im Mittelalter hin zur größten Stadt des Sauerlands. Erste Siedlungsfunde sind ca. 1500 Jahre alt, die Stadtrechte wurden vor fast 800 Jahren verliehen. Die Stadt in ihren heutigen Ausmaßen besteht seit 1975, als zahlreiche Gebiete eingemeindet wurden und sich die Einwohnerzahl in etwa verdoppelte.
Im Mittelalter war Iserlohn Grenzstadt der Grafschaft Mark und wurde daher zur Festung ausgebaut. Metallfunde im nahen Umland führten zu industriellen Fortschritten in der Neuzeit. Die Industrie war insbesondere im 19. Jahrhundert Wachstumsmotor der Region und brachte Iserlohn an die Spitze der westfälischen Städte.

## Allgemeine geschichtliche Entwicklung

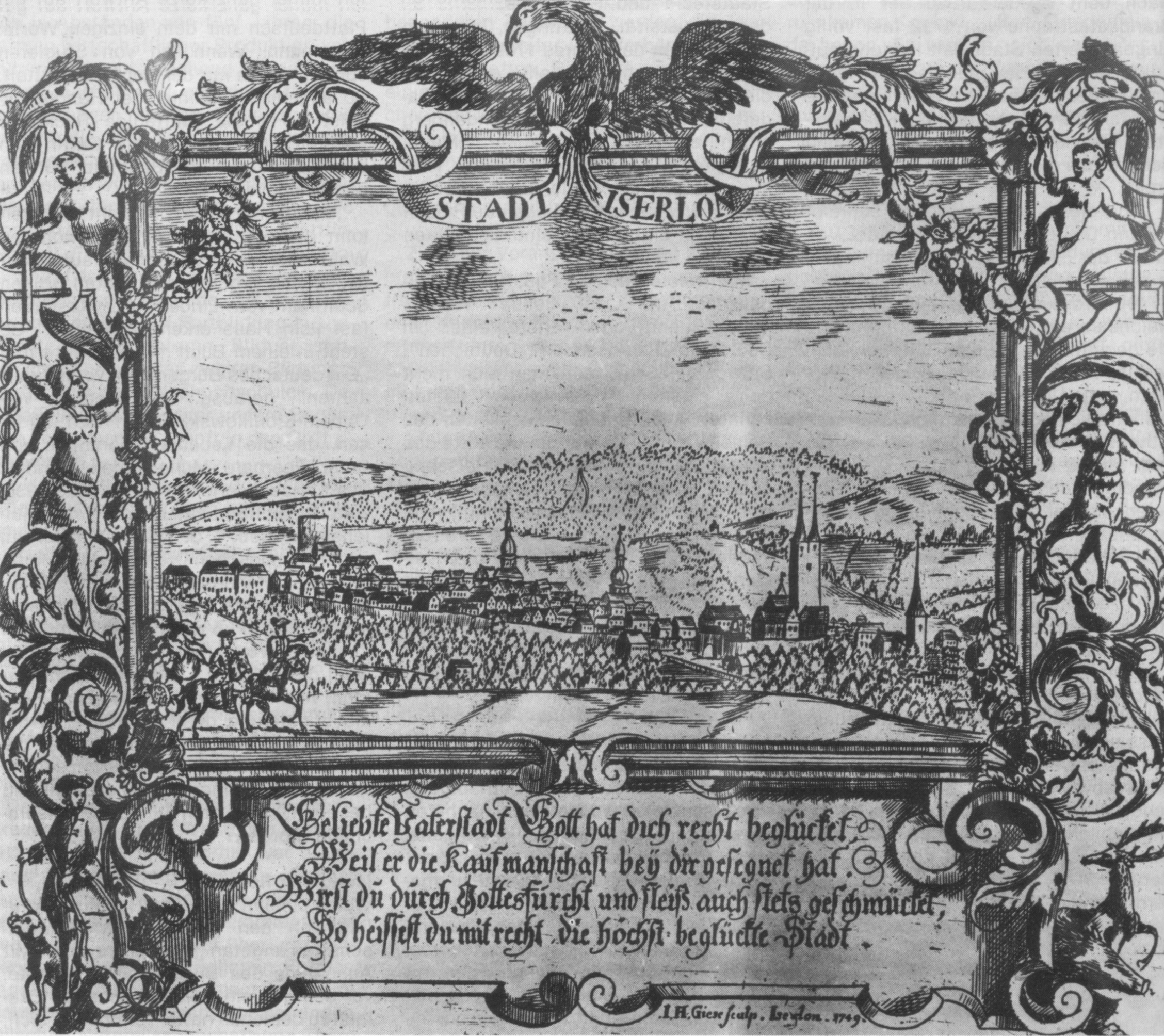
Stadtansicht um 1750
(Kupferstich von J. H. Giese)

### Vorgeschichte der Gegend
Die ältesten menschlichen Spuren stammen aus der mittleren Altsteinzeit vor etwa 42.000 Jahren. Auf dem Oestricher Burgberg und in der darunter liegenden Martinshöhle wurden Geräte aus Feuerstein und Kieselschiefer entdeckt. Auf der Grürmannsheide gab es Funde aus der Endaltsteinzeit und der Mittelsteinzeit in großer Zahl. Diese Funde lassen aber noch nicht auf eine dauerhafte Besiedlung der Gegend in dieser Zeit schließen. Die Iserlohner Höhlen boten über Jahrtausende Mensch und Tier Schutz, und in vielen Höhlen wurden bei Ausgrabungen Knochen von frühzeitlichen Tieren gefunden, in der nicht mehr zugänglichen Martinshöhle auch menschliche Knochen. Auch in der Grürmannshöhle stieß man auf menschliche Spuren in Form von Mikrolithen.
Ab der Jungsteinzeit (ab 4.500 v. Chr.) war der Iserlohner Raum besiedelt. Neben dem bedeutendsten Fundort Iserlohns, dem Burgberg in Oestrich, sowie auf der Grürmannsheide sind auch Funde in Dröschede, Sümmern, Hennen sowie auf dem Honsel, dem Schälk und dem Stübbeken dieser Epoche zuzuordnen. Geräte für den Ackerbau, Beile aus Grauwackenquarzit und Breitkeile gehörten zu diesen Funden. Aus der Bronzezeit sind Entdeckungen in Sümmern (ein Silexdolch), von der Seiler (bronzene Waffen), in der Spaltenhöhle und in der Martinshöhle (Becher) hervorzuheben. Aus der germanischen Zeit sind einige Schmuckfunde zu nennen am Burgberg (5. Jahrhundert) und der Dröscheder Hardt (6./7. Jahrhundert). Ein großer Teil der Funde aus Grürmannsheide, vom Burgberg und aus der Spaltenhöhle sind im Museum für Ur- und Frühgeschichte im Wasserschloss Werdringen in Hagen zu besichtigen.
Siedlungsspuren im Lägertal lassen auf eine dauerhafte Besiedlung des Innenstadtbereichs ab dem 6. Jahrhundert n. Chr. schließen. Das älteste Gebäude der Stadt, die Pankratiuskirche, wurde im späten 10. Jahrhundert erbaut und wahrscheinlich 985 geweiht. 1059 wurde in einer Urkunde des Klosters Liesborn eine Siedlung erwähnt, womit möglicherweise das heutige Iserlohn gemeint war. 1124 wird eine Siedlung namens Yslo in einem päpstlichen Besitzstandsbuch genannt. Die erste zweifelsfreie urkundliche Erwähnung Iserlohns datiert auf das Jahr 1150 als Lon. Die heutigen Stadtteile sind teilweise sogar noch etwas älter: der Ortsteil Genna wurde erstmals 980 erwähnt, Dröschede um 1030, Letmathe 1036, Rheinen um 1050 und Hennen um 1150.

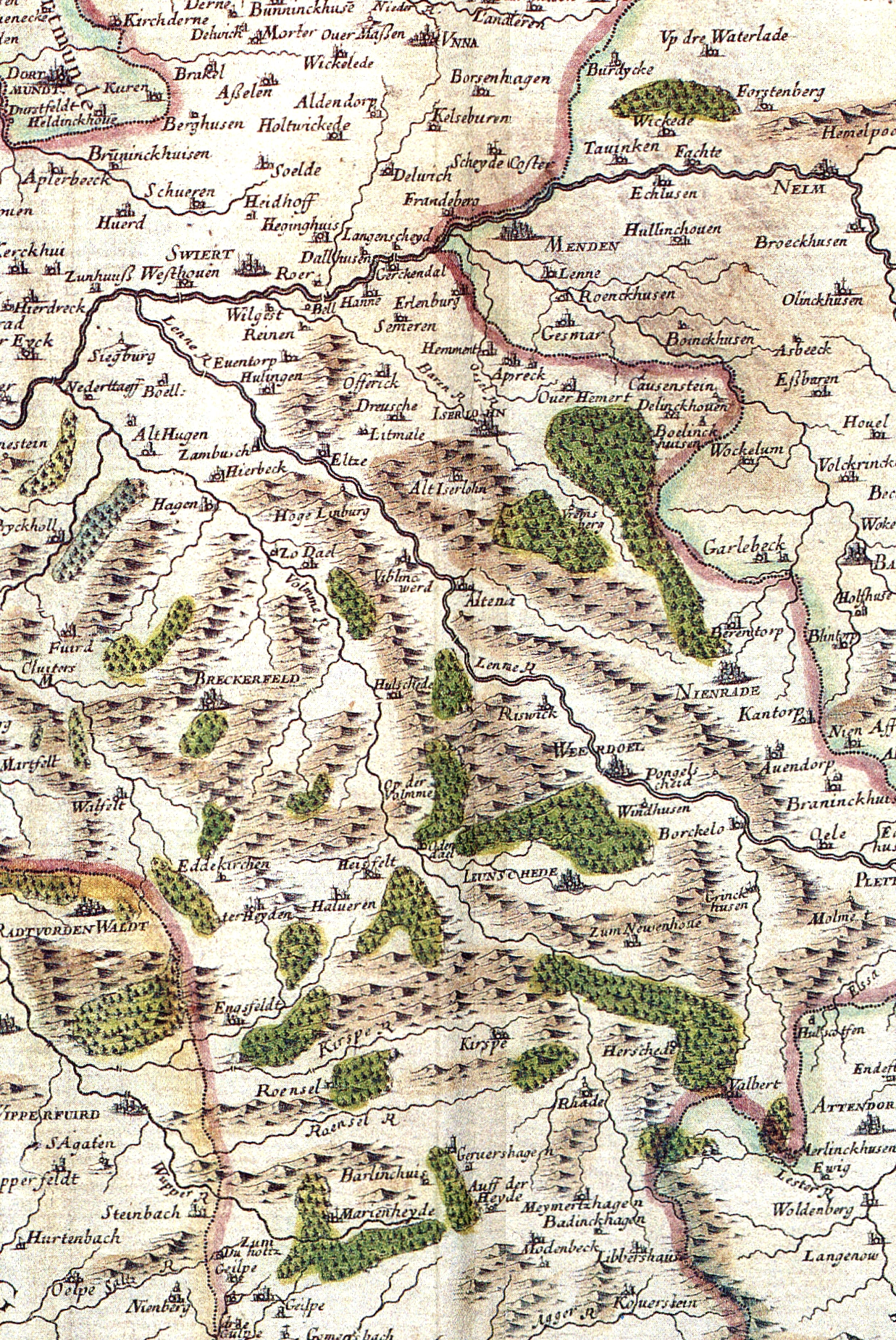
„Alt Iserlohn“ und „Iserlohn“ 1681 getrennt eingezeichnet auf der Karte Le Comte de la Marck des Kartographen S. Sanson (Kartenausschnitt)

Der Name Lon stammt vom althochdeutschen Begriff Lôh, was Wald bedeutet. Schon bald tauchte die Kombination mit dem Begriff Isen = Eisen auf, was auf die frühe Kenntnis der reichen Eisenerzvorkommen in der Gegend hindeutet. Der Stadtname lässt sich also mit Eisenwald übersetzen. Lôh ist auch Bestandteil des Namens der nördlich gelegenen Wüstung Ortlohn, der aus Nortlon hervorgegangen ist.

### Stadtentstehung und Wachstum (12.–18. Jahrhundert)
Der Iserlohner Raum lag zur Jahrtausendwende im Einflussbereich des Erzbistums Köln, das im Sauerland viele Lehen hatte, um das Volk zu christianisieren. Weltliche Herrscher waren u. a. die Grafen von Werl, die aber im 11. Jahrhundert Gebiete an die Herzöge von Berg verloren, die bald ein großes zusammenhängendes Gebiet im westlichen Sauerland bis an den Rhein beherrschten. 1160/1161 spalteten sich die Grafen von Altena von den Herzögen von Berg ab und teilten sich Anfang des 13. Jahrhunderts in die Grafschaften Mark und Limburg. Die Siedlung Lon lag seitdem im märkischen Gebiet. Ab 1180 waren auch die Kölner Erzbischöfe Landesherren in der Gegend und besaßen das nordöstlich gelegene Herzogtum Westfalen, das bis Menden reichte.
Iserlohn lag somit nahe den Grenzen der Grafschaft Mark zur Grafschaft Limburg bei Letmathe und dem kurkölnischen Herzogtum Westfalen bei Menden. Da das Herzogtum Westfalen Menden zur Festung ausbaute, waren die märkischen Grafen bestrebt, ebenfalls eine starke Grenzbefestigung in diesem Bereich zu errichten, die sich auch gegen die Grafschaften Arnsberg und Limburg behaupten konnte. Obwohl die Herzöge von Westfalen sich dagegen wehrten, versuchten die märkischen Grafen, die kein Recht zur Befestigung einer Stadt besaßen, immer wieder auf dem Bilstein, einem kahlen Massenkalkfelsen oberhalb der alten Siedlung Iserlohn, eine Festung zu errichten und mit Stadtmauer und Graben zu umgeben.
Mitte des 13. Jahrhunderts wurden nahe der Marienkirche („Oberste Stadtkirche“) eine landesherrliche Zitadelle und Burgmannshäuser erbaut. Die erste Stadtmauer war ein Holz-/Erdwall. Der Wall begann auf dem Bilstein und reichte ostwärts zum Mühlentor. Vom Mühlentor aus reichte sie nach Nordwesten zum heutigen „Alten Rathausplatz“, wo das Nordtor stand. Westlich schloss sie dann in einem Bogen zurück zur Klippe an der Marienkirche, wo das Kirchtor stand. Um 1300 wurde zwischen Mühlentor und dem westlichen Ende der Wall inklusive Nordtor aufgegeben und eine teilweise doppelte Steinmauer nach Norden und Osten ausgebaut. Dadurch vervierfachte sich die befestigte Stadtfläche. Reste der Mauer sind noch heute im Bereich der Marienkirche zu sehen. Neben Mühlen- und Kirchtor entstanden das Westertor, das Unnaer und das Wermingser Tor. Im Norden lag das Judenviertel, der Judenfriedhof zwischen den beiden Mauern.
Schon 1214 war Iserlohn Sitz des gleichnamigen Dekanats. Die Stadtrechte wurden wahrscheinlich unter Adolf I. 1237 verliehen, der um 1240 auch erste Münzprägungen vornahm. Die Bestätigung der Stadtrechte durch Engelbert I. ist für 1278 belegt. Die Grafen bauten die Stadt verwaltungstechnisch weiter aus. In Urkunden von 1309 ist die Rede von einer befestigten Stadt mit eigenem Richter und Bürgermeister, 1326 wurde erstmals ein Stadtrat erwähnt. Iserlohn war eine der sechs wichtigen Städte der Grafschaft Mark neben der Haupt- und Residenzstadt Hamm sowie Kamen, Lünen, Unna und Schwerte. Die Grafen von der Mark blieben Landesherren bis 1609, ab 1392 in Personalunion mit den Grafen von Kleve. 1447 wurde Kleve ein Herzogtum (Kleve-Mark), und ab 1521 gehörte die Stadt zu den Vereinigten Herzogtümern Jülich-Kleve-Berg, zu denen auch die Grafschaft Mark gehörte.
Nach dem Jülich-Klevischen Erbfolgestreit (1609–1614) wurde die Grafschaft Mark vom Kurfürstentum Brandenburg übernommen und gehörte seitdem zu Preußen. Die Brandenburger wurden später auch die preußischen Könige.

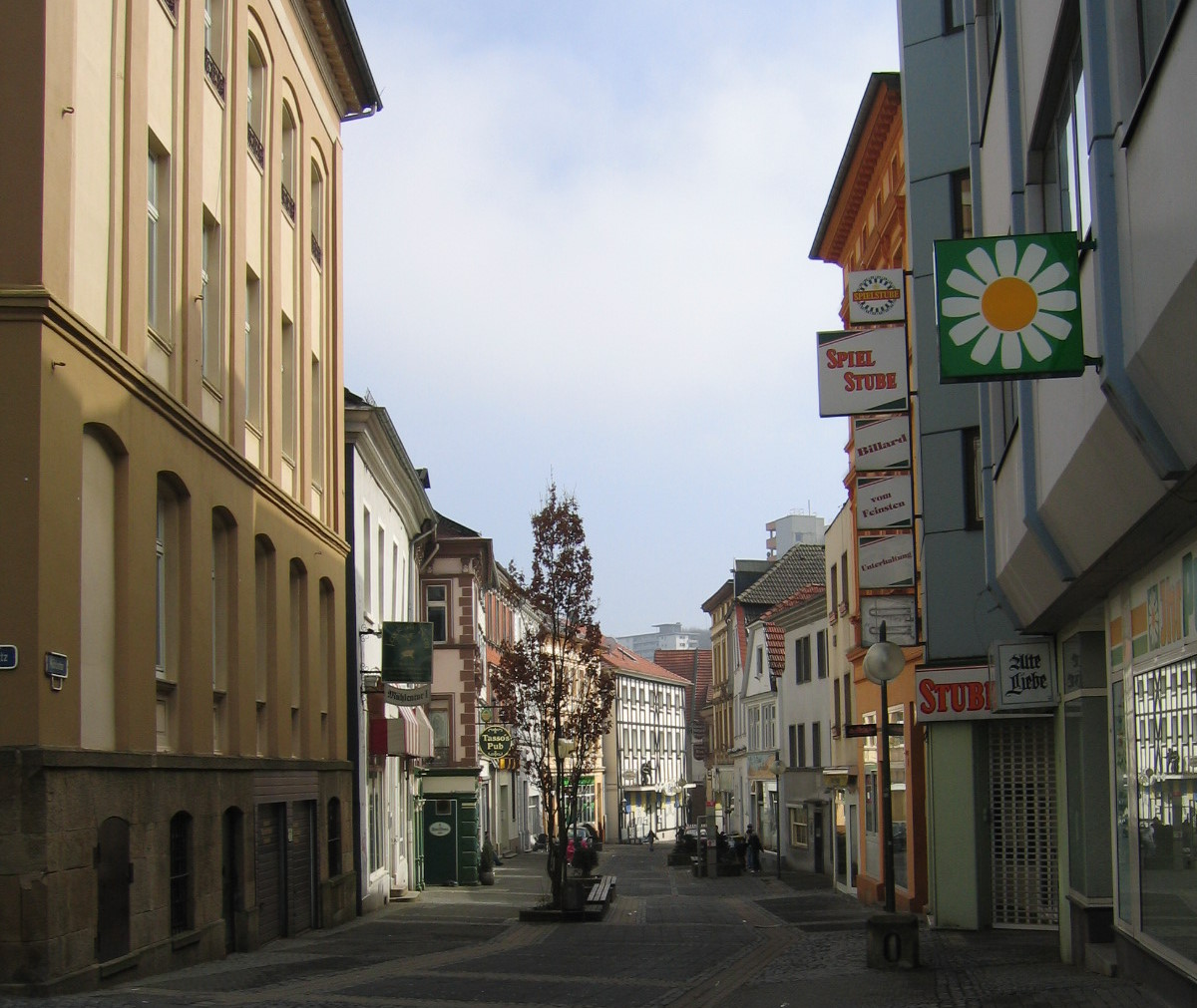
„Mühlentor“

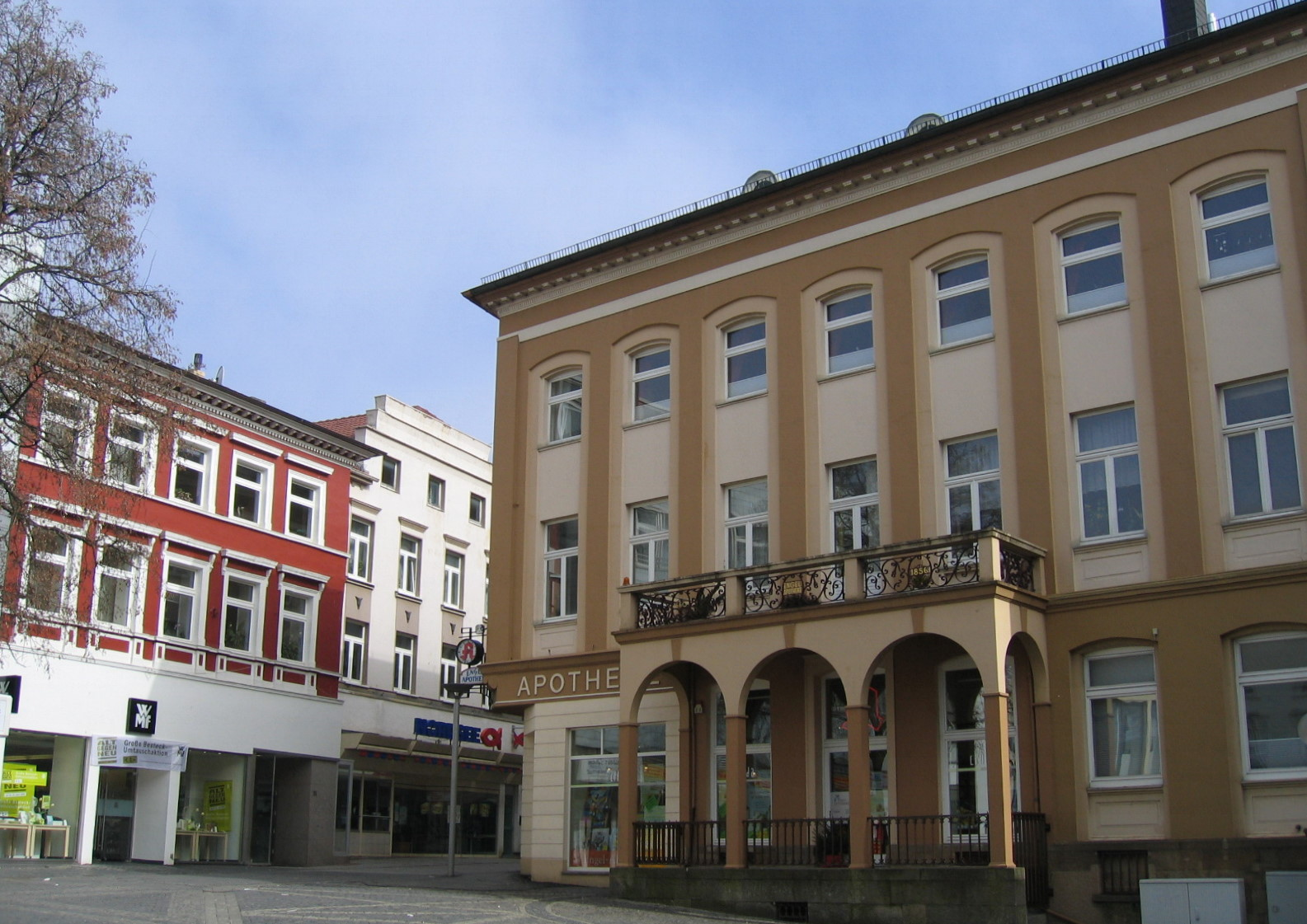
„Alter Rathausplatz“

Mit ursprünglich etwa 10 Hektar Grundfläche gehörte Iserlohn zu den mittelalterlichen Kleinstädten. Sie war zunächst durch ihren Festungscharakter und ihre relativ schlechte Verkehrslage gekennzeichnet. Die Trennung der Verwaltungseinheiten Alt-Iserlohn um die Pankratiuskirche sowie Festungsstadt und Zitadelle nahe der Marienkirche (heute Oberste Stadtkirche) bestand noch bis Anfang des 19. Jahrhunderts.
Die Entwicklung Iserlohns hängt eng mit der industriellen Entwicklung zusammen. In der Anfangszeit der Metallverarbeitung im Spätmittelalter wurde Eisenerz ringsum an den Berghängen abgebaut und über Holzfeuern und später in Öfen geschmolzen. Brennholz lieferten die umliegenden Wälder. Ab dem 14. Jahrhundert entstanden die ersten von Wasserkraft betriebenen Eisenhämmer im Grüner Tal und am Baarbach. Osemundeisen von hoher Qualität wurde hergestellt. Im Innenstadtbereich wurde vom 15. bis zum 19. Jahrhundert zudem das Zinkmineral Galmei gefördert.
Wie die meisten Städte im Mittelalter und der frühen Neuzeit wüteten auch in Iserlohn mehrere Stadtbrände, von denen sich die Stadt jeweils nur langsam wieder erholte. Mindestens neun große Brände sind überliefert: von 1448, 1510, 1530, 1616, 1635, 1665, 1677, 1685, 1712. Eine Ursache für die Brände waren neben der dichten Bebauung von Fachwerkhäusern auch die metallverarbeitenden Betriebe in der Stadt, die mit Feuer arbeiteten. Die Betriebe zogen nach und nach in das Umland, und in der Innenstadt siedelten vermehrt Kaufleute, Handwerker und Kleingewerbe.

### Iserlohn als Industriemetropole (18.–19. Jahrhundert)

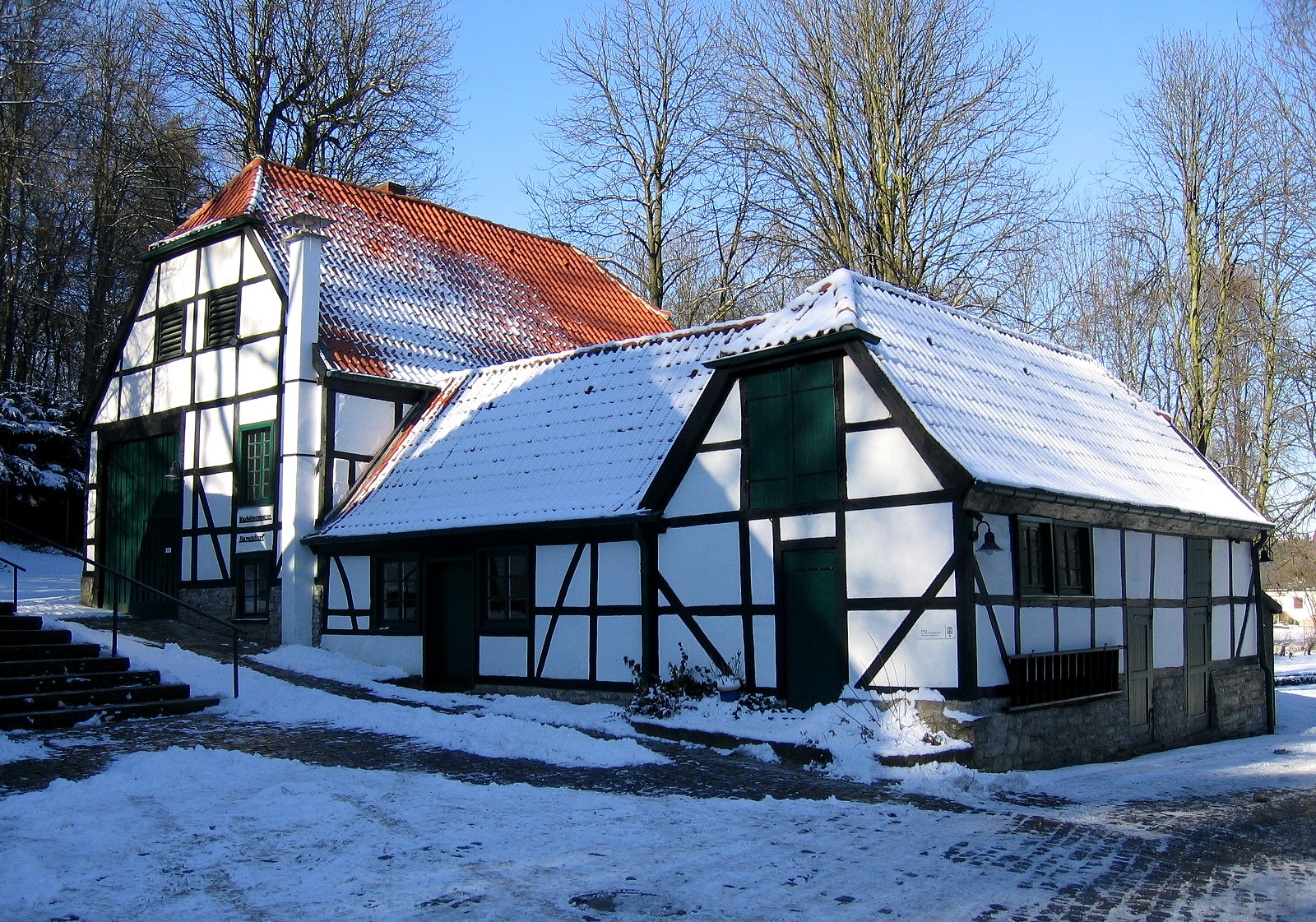
Nadelmuseum Barendorf

Ab dem 18. Jahrhundert stieg Iserlohn zu einer der wichtigsten Industriestädte Preußens auf. 1690 wurden erstmals Nadeln produziert, und im Lauf der folgenden Jahrzehnte entwickelten sich die Nadel- und die Drahtherstellung zu den wichtigsten Industriezweigen (siehe auch: Iserlohner Panzerwaren). Auch Produkte der Bronze- und Messingindustrie zählten zu den bedeutenden Gütern der Stadt. Die großen Metallverarbeitungsbetriebe wurden vermehrt am Stadtrand angesiedelt, während in der Innenstadt viele Kaufmannshäuser entstanden. Die Iserlohner Kaufleute trieben Handel mit Städten in ganz Europa und teilweise darüber hinaus.
Um 1800 bildete der Raum Iserlohn mit seiner Draht-, Nadel-, Messing-, Bronze- und Seidenindustrie, zusammen mit der südlich angrenzenden Region um Altena und Lüdenscheid, eines der weltweit größten Industriegebiete. Bis weit ins 19. Jahrhundert hinein war Iserlohn die größte Industriestadt Westfalens und eine der reichsten Handelsstädte Preußens. Dabei war auch die Produktion von Rüstungen von großer Bedeutung, wie ein in Iserlohn hergestelltes Panzerhemd im Londoner Tower belegt. Die Iserlohner Nadeln waren ein weltweiter Exportschlager mit einem Marktanteil von ca. 66 %.
Die Wirtschaft wurde durch die zahlreichen Kriege Preußens negativ beeinflusst, was zu vorübergehenden Exporteinbußen führte. Auch die französische Besetzung Anfang des 19. Jahrhunderts und die damit einhergehende Kontinentalsperre hemmten das wirtschaftliche und städtische Wachstum. Von 1808 bis 1813 gehörte Iserlohn zum Ruhrdepartement im Großherzogtum Berg. Danach fiel es wieder an Preußen und kam nun zur Provinz Westfalen in den Regierungsbezirk Arnsberg. Iserlohn wurde 1817 Sitz des damaligen Kreises Iserlohn. Es folgte noch einmal eine wirtschaftliche Blütezeit von etwa zwanzig Jahren.

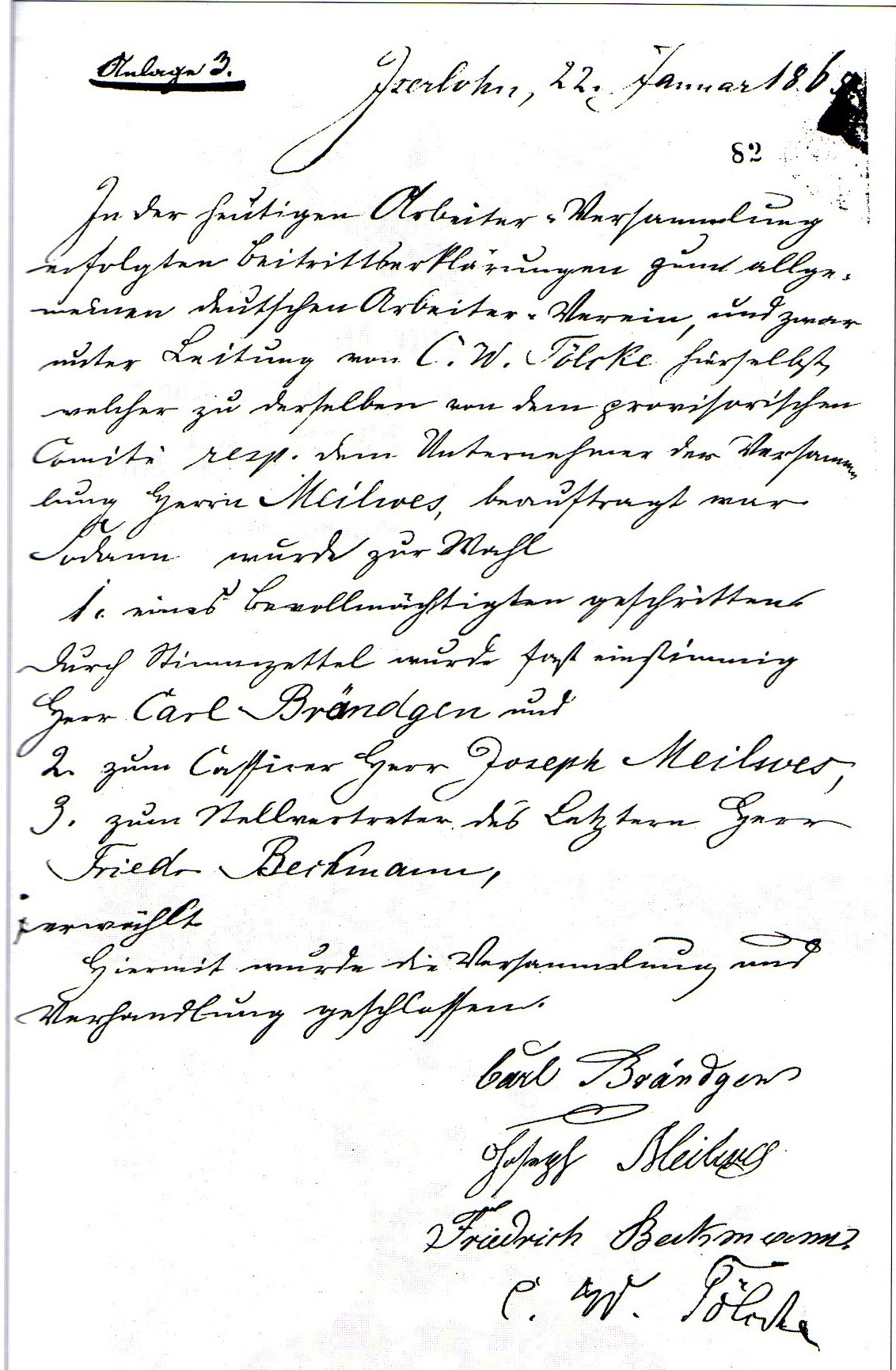
Gründungsdokument der Gemeinde Iserlohn des ADAV von 1865

Der wirtschaftliche Aufschwung brachte soziale Probleme mit sich. Die Produktion des 18. und 19. Jahrhunderts fand in Fabriken unter schlechten Arbeitsbedingungen statt. Iserlohn als früh industrialisierte Gemeinde war daher einer der Kernorte der frühen Arbeiterbewegung. In der Stadt ereignete sich 1840 einer der ersten Streiks in der Metallindustrie. Nach dem Scheitern der Revolution von 1848/49 kam es zu vermehrten Protesten der Bevölkerung, und so sollten im Mai 1849 die Aufständischen mit Hilfe der Landwehr in Zaum gehalten werden. Diese Pläne der preußischen Regierung brachten die Bevölkerung in Rage, und es kam mit der Besetzung des Zeughauses zum Iserlohner Aufstand. 1865 gründete sich eine lokale Organisation des Allgemeinen Deutschen Arbeitervereins (ADAV).
Ab Mitte des 19. Jahrhunderts stagnierte die Metallindustrie aus mehreren Gründen. Die Iserlohner Metallbetriebe waren stark auf Wasserkraft angewiesen, die die Bäche im Stadtgebiet wegen der Vielzahl der Betriebe aber kaum mehr aufbringen konnten, so dass in der Folge einige Betriebe zur Lenne oder Ruhr abwanderten. Im Ruhrgebiet konnten zudem mit modernen Methoden besserer Stahl und bessere Produkte hergestellt werden. Eine Reihe Iserlohner Unternehmer steckte ihr Kapital in Betriebe im Ruhrgebiet, so gab es eine Zeche namens „Neu-Iserlohn“ im heutigen Bochumer Stadtteil Langendreer (Betrieb 1866–1968).
Die Eisenbahn-Hauptstrecken (z. B. die Ruhr-Sieg-Strecke) wurden nicht direkt durch Iserlohn geführt, sondern es wurden lediglich zwei Nebenstrecken gebaut. 1860 wurde der Bahnhof Letmathe an der Hauptstrecke Hagen–Siegen eröffnet, die Bahnstrecke Letmathe–Fröndenberg und die Bahnstrecken Iserlohn–Schwerte kamen 1864 bzw. 1910 hinzu.
Trotz der wirtschaftlichen Probleme blieben viele mittelständische Betriebe der Metallindustrie in Iserlohn erhalten. Noch heute erinnern einige Straßennamen in der Innenstadt an die große Zeit des Erzbergbaus und -weiterverarbeitung (u. a. Galmeistraße, Bergwerkstraße, Stahlschmiede).

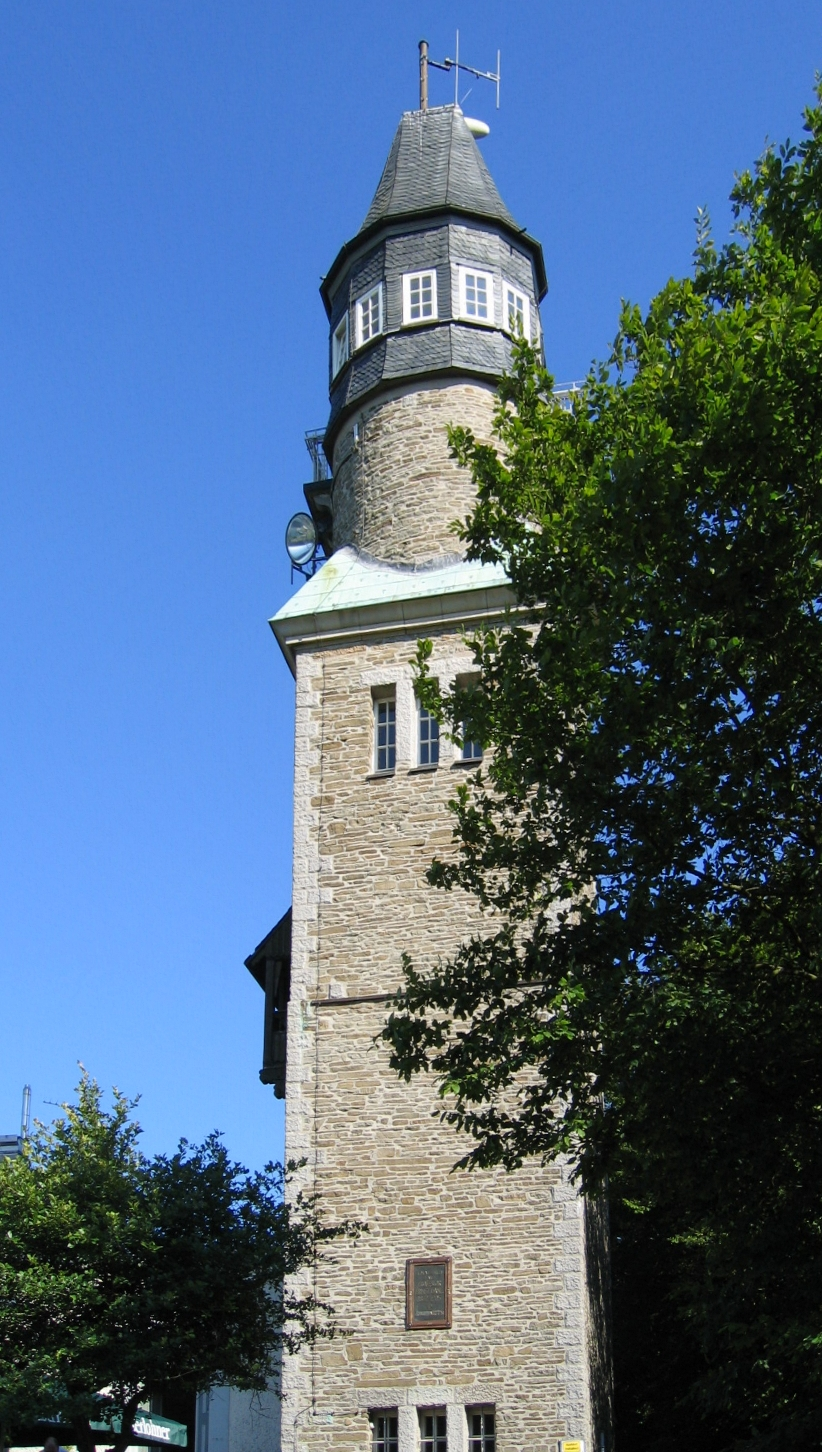
Danzturm

In den 1830er Jahren wurde die optische Telegrafenlinie Berlin–Koblenz gebaut, die auch das Sauerland berührte, und 1833 wurde eine Station der Telegrafenlinie auf dem Iserlohner Fröndenberg errichtet. Wegen der neuen elektrischen Telegrafie wurde der Betrieb knapp zwanzig Jahre später wieder eingestellt. 1909 wurde an das Gebäude der Station der Danzturm gebaut, das heutige Wahrzeichen der Stadt. Dort befindet sich heute eine Nachbildung der optischen Telegrafiestation.
Beim Ausbau der Bahnstrecke von Iserlohn nach Letmathe wurde 1868 die Dechenhöhle entdeckt, die noch heute als Schauhöhle eine der wichtigsten Sehenswürdigkeiten ist.

### Die Stadt im 20. und 21. Jahrhundert
Der Bevölkerungszuwachs als Folge der Industrialisierung schlug sich in der rasanten Vergrößerung des bebauten Stadtgebietes nieder. Rund um die Stadt entstanden neue Wohngebiete, beispielsweise in den Bereichen Bömberg und Läger, die auch mit öffentlichen Mitteln gefördert wurden. In den 1930er Jahren kamen Erweiterungen in Wermingsen und im Westen der Stadt hinzu. Mit dieser Entwicklung einher geht auch die Kreisfreiheit ab 1907, als die Stadt aus dem Kreis Iserlohn herausgelöst wurde, jedoch bis 1974 Sitz des Kreises blieb.
In den 1930er Jahren erstarkte die NSDAP auch in Iserlohn. Bei den Kommunalwahlen 1929 erreichte die NSDAP 2,4 %, bei den Reichstagswahlen am 5. März 1933 40,4 % und den Kommunalwahlen im März 1933 schon 42,5 %. Am 27. April 1933 wurde der Oberbürgermeister Richard Gertenbach ohne Angabe von Gründen „beurlaubt“ und die Geschäfte kommissarisch von Regierungsobersekretär Walter Riedel fortgeführt. Einflussreicher Lokalpolitiker der NSDAP war Willy Kölker.
Nach einem Mordanschlag auf den führenden Nationalsozialisten Hans Bernsau vor dem Bahnhof am 16. Januar 1933 kam es zu Hetzkampagnen gegen Kommunisten. Ein tatverdächtiger Iserlohner wurde im September 1933 zum Tode verurteilt. Bei den Übergriffen gegen jüdische Bürger im November 1938 wurden die Synagoge an der Mendener Straße und zahlreiche jüdische Geschäfte zerstört. Von hiesigen NSDAP-Angehörigen wurde das Synagogengebäude in Brand gesetzt, das bis auf die Grundmauern niederbrannte; die anrückende Feuerwehr Iserlohn wurde am Löschen gehindert.
Im Zweiten Weltkrieg blieb die Stadt weitgehend vor Zerstörungen verschont. Im April 1945 zogen sich verbleibende Wehrmachttruppen aus dem Ruhrkessel nach Iserlohn zurück. Am Abend des 13. April begann die Bombardierung durch amerikanische Truppen, die fast drei Tage andauerte, aber nur geringe Schäden verursachte. Der Wehrmachtkommandant Albert Ernst erkannte die Aussichtslosigkeit und war bereit zur Kapitulation innerhalb des Ultimatums der Amerikaner. Am Mittag des 16. April 1945 wurde die Kapitulation vollzogen.
Schon in den 1950er Jahren wuchs die Stadt wieder schnell. Die Iserlohner Heide wurde 1956 von Oestrich eingemeindet und dort Industriegebiete ausgewiesen. Neue Wohngebiete entstanden bzw. wurden ausgebaut in Gerlingsen, am Nußberg und am Brandkopf.
1969 wurde Iserlohn Garnisonsstadt. Es entstanden drei Kasernen: die Winkelmann-, die Corunna- und die Bernhard-Hülsmann-Kaserne. Neben Fallschirmjägerbataillonen wurden die „Truppendienstliche Fachschule der Luftwaffe“ als Bildungseinrichtung für ganz Deutschland und das Britische Militärhospital untergebracht. Nach 1990 wurden die Truppen reduziert und alle Iserlohner Kasernen geschlossen. Heute werden die Gebäude und Anlagen des Militärhospitals von der Business and Information Technology School und der Internatsschule am Seilersee genutzt. In der Corunna-Kaserne wurde ein Gewerbezentrum, in der Bernhard-Hülsmann-Kaserne unter anderem das Zentrum für Gerontotechnik und in der Winkelmann-Kaserne der „Wohnpark Buchenwäldchen“ eingerichtet.
Im Zuge der kommunalen Neugliederung in Nordrhein-Westfalen (Sauerland/Paderborn-Gesetz) verlor Iserlohn 1975 seine Kreisfreiheit und wurde Große kreisangehörige Stadt im Märkischen Kreis. Die Stadt behielt lediglich einige Außenstellen von Einrichtungen des Kreises (unter anderem das Straßenverkehrsamt und Gesundheitsamt), außerdem wurde sie zum Sitz der Kreispolizeibehörde für den Märkischen Kreis bestimmt.
Ab 1967 wurde die komplette Innenstadt bis in die 1980er Jahre hinein saniert und umstrukturiert. Neben der Einrichtung der Fußgängerzone wurde 1974 als markantes Gebäude das neue Rathaus am Schillerplatz eingeweiht. Verbleibende mittelalterliche Strukturen außerhalb der Kernstadt wurden entfernt und mussten zum großen Teil Verkehrsflächen weichen. Anfang der 2000er Jahre ist man dazu übergegangen, einige dieser „Bausünden“ zu überarbeiten. Unter anderem wurde die Fußgängerzone neu gestaltet.
Mit der Ausrichtung des Deutschen Wandertages 2001 und des Campus Symposiums, das von 2005 bis 2022 jährlich stattfand, erreichte Iserlohn überregionale Aufmerksamkeit.

## Eingemeindungen
Seit Ende des 19. Jahrhunderts wurde das Iserlohner Stadtgebiet immer wieder erweitert. Am 17. Januar 1883 sowie am 1. Dezember 1890 kamen Teile von Lössel hinzu. Teile von Calle und Oestrich wurden zum 1. August 1929, der Kuhlo und das westliche Dröscheder Feld als weitere Oestricher Gebiete zum 1. April 1941 eingemeindet. Auch zu Oestrich gehörten Iserlohner Heide, Gerlingsen und Hombruch, die seit dem 1. Oktober 1956 Teil der Stadt Iserlohn sind. Zum 1. April 1971 erfolgte eine Gebietsvergrößerung durch ein Waldgebiet nördlich von Hombruch / östlich des Refflingser Bachs und ein Flurstück im Bereich „Vorm Heu“ (beide von Letmathe).
Durch die Gebietsreform wurde zum 1. Januar 1975 das Stadtgebiet mit Hennen und Letmathe, Teilen von Hemer (Griesenbrauck und Bilveringsen), Ihmert, Kesbern und Sümmern (außer Ostsümmern, das zur Stadt Menden kam) zur neuen Stadt Iserlohn zusammengeführt.

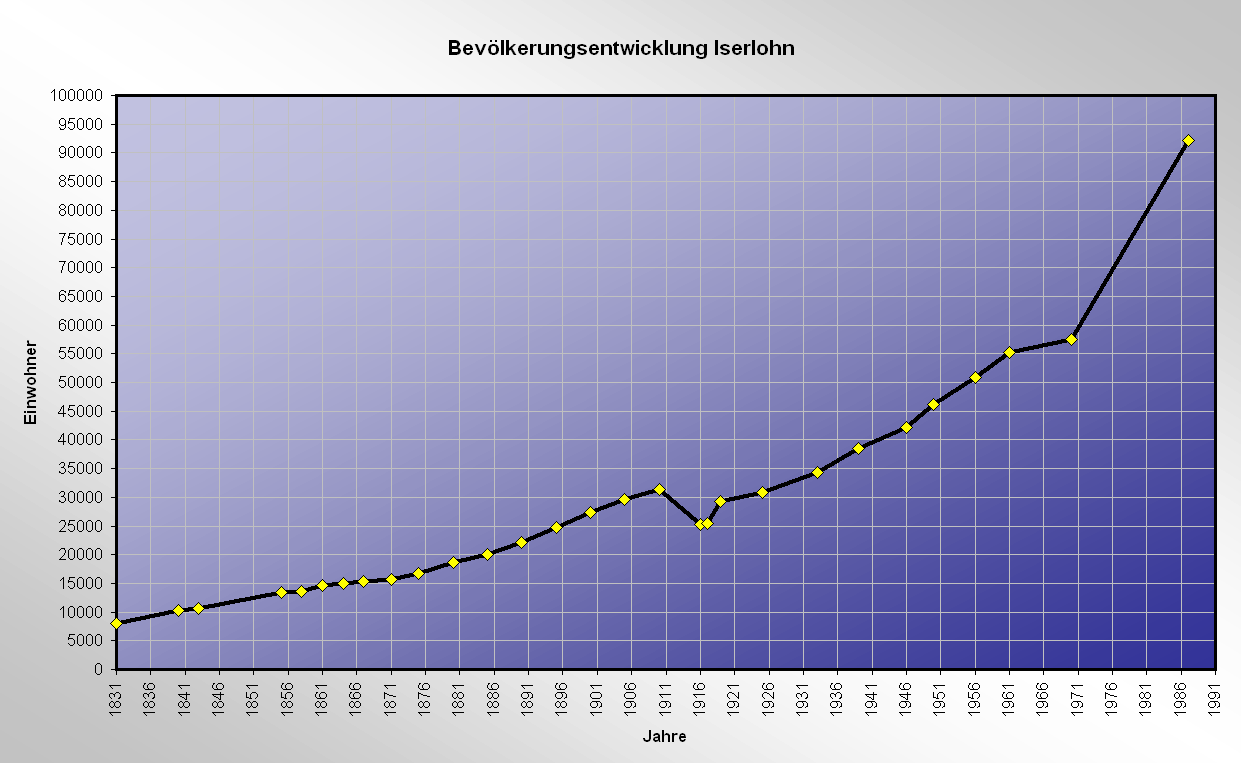
Volkszählungsergebnisse 1831–1987

## Einwohnerentwicklung
Mit Beginn der Industrialisierung beschleunigte sich das Bevölkerungswachstum in Iserlohn. Lebten 1820 erst 5.000 Menschen in der Stadt, so waren es 1900 bereits 27.000. Durch den Zusammenschluss mit der Stadt Letmathe (28.718 Einwohner 1974) und weiterer Orte stieg die Einwohnerzahl von 56.000 im Jahre 1974 auf 97.000 am 1. Januar 1975.
1996 erreichte die Bevölkerungszahl zum Stichtag 31. Dezember mit 99.802 ihren Höchststand. Am 30. Juni 2005 betrug die „Amtliche Einwohnerzahl“ für Iserlohn nach Fortschreibung des Landesamtes für Datenverarbeitung und Statistik Nordrhein-Westfalen 97.478 (nur Hauptwohnsitze und nach Abgleich mit den anderen Landesämtern).
Die folgende Übersicht zeigt die Einwohnerzahlen nach dem jeweiligen Gebietsstand. Bis 1820 handelt es sich meist um Schätzungen, danach um Volkszählungsergebnisse (¹) oder amtliche Fortschreibungen des Statistischen Landesamtes. Die Angaben beziehen sich ab 1871 auf die „Ortsanwesende Bevölkerung“, ab 1925 auf die Wohnbevölkerung und seit 1987 auf die „Bevölkerung am Ort der Hauptwohnung“. Vor 1871 wurde die Einwohnerzahl nach uneinheitlichen Erhebungsverfahren ermittelt.
| Jahr               | Einwohner |
| ------------------ | --------- |
| 1700               | ca. 1.900 |
| 1743               | ca. 4.300 |
| 1765               | 4.001     |
| 1798               | 4.449     |
| 1820               | 5.308     |
| 1. Dezember 1831 ¹ | 8.095     |
| 1. Dezember 1840 ¹ | 10.311    |
| 3. Dezember 1843 ¹ | 10.700    |
| 3. Dezember 1855 ¹ | 13.429    |
| 3. Dezember 1858 ¹ | 13.535    |
| 3. Dezember 1861 ¹ | 14.600    |
| 3. Dezember 1864 ¹ | 14.900    |
| 3. Dezember 1867 ¹ | 15.341    |
| 1. Dezember 1871 ¹ | 15.763    |
| 1. Dezember 1875 ¹ | 16.800    |

| Jahr               | Einwohner |
| ------------------ | --------- |
| 1. Dezember 1880 ¹ | 18.600    |
| 1. Dezember 1885 ¹ | 20.102    |
| 1. Dezember 1890 ¹ | 22.117    |
| 2. Dezember 1895 ¹ | 24.722    |
| 1. Dezember 1900 ¹ | 27.265    |
| 1. Dezember 1905 ¹ | 29.590    |
| 1. Dezember 1910 ¹ | 31.274    |
| 1. Dezember 1916 ¹ | 25.255    |
| 5. Dezember 1917 ¹ | 25.469    |
| 8. Oktober 1919 ¹  | 29.263    |
| 16. Juni 1925 ¹    | 30.915    |
| 16. Juni 1933 ¹    | 34.272    |
| 17. Mai 1939 ¹     | 38.457    |
| 31. Dezember 1945  | 41.414    |
| 29. Oktober 1946 ¹ | 42.216    |

| Jahr                 | Einwohner |
| -------------------- | --------- |
| 13. September 1950 ¹ | 46.221    |
| 25. September 1956 ¹ | 50.912    |
| 6. Juni 1961 ¹       | 55.257    |
| 31. Dezember 1965    | 58.860    |
| 27. Mai 1970 ¹       | 57.577    |
| 31. Dezember 1975 ²  | 96.174    |
| 31. Dezember 1980 ²  | 93.823    |
| 31. Dezember 1985 ²  | 89.539    |
| 25. Mai 1987 ¹       | 92.183    |
| 31. Dezember 1990 ²  | 96.314    |
| 31. Dezember 1995 ²  | 99.341    |
| 31. Dezember 2000 ²  | 98.790    |
| 31. Dezember 2005 ²  | 97.285    |
| 31. Dezember 2006 ²  | 96.546    |
| 31. Dezember 2007 ²  | 96.112    |

| Jahr                | Einwohner |
| ------------------- | --------- |
| 31. Dezember 2008 ² | 95.598    |
| 31. Dezember 2009 ² | 95.232    |
| 31. Dezember 2010 ² | 94.966    |
| 31. Dezember 2011 ² | 94.536    |
| 31. Dezember 2012 ² | 93.799    |
| 31. Dezember 2013 ² | 93.119    |
| 31. Dezember 2014 ² | 92.899    |
| 31. Dezember 2015 ² | 93.537    |
| 31. Dezember 2016 ² | 93.197    |
| 31. Dezember 2017 ² | 92.928    |
| 31. Dezember 2018 ² | 92.666    |
| 31. Dezember 2019 ² | 92.174    |

¹ Volkszählungsergebnis

² Fortschreibung des Landesamtes für Datenverarbeitung und Statistik NRW

## Religionen

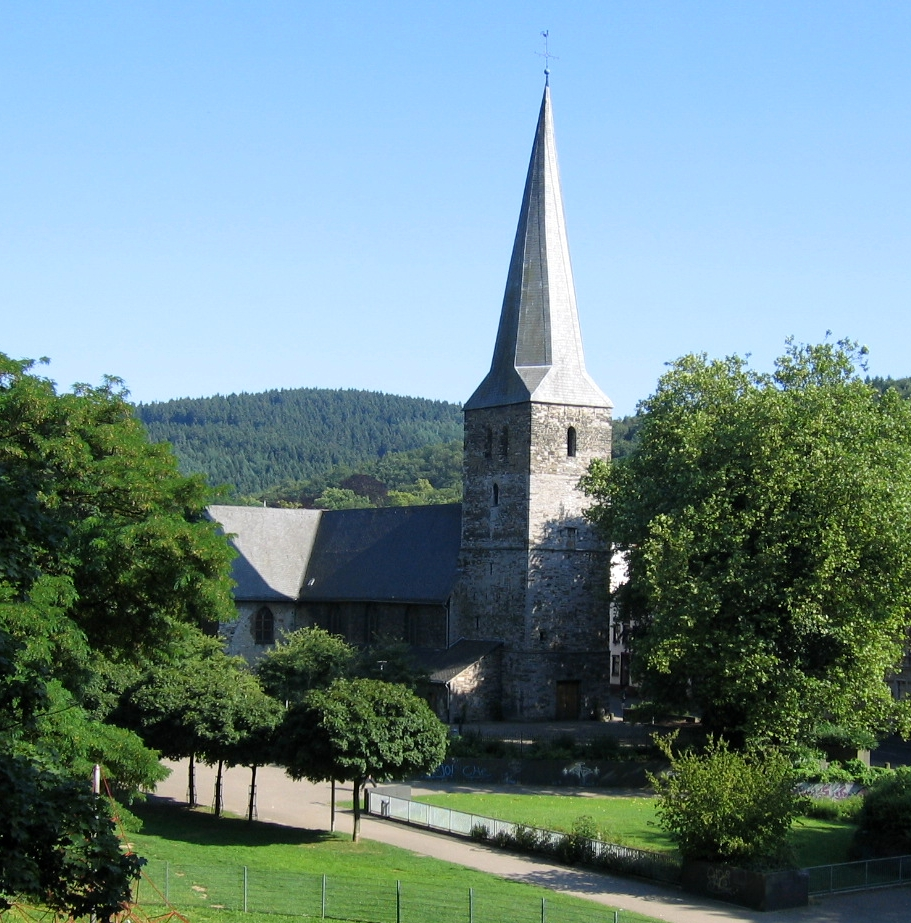
St.-Pankratius-Kirche

Iserlohn ist Sitz des Kirchenkreises Iserlohn der Evangelischen Kirche von Westfalen. Der Bekenntnisstand der evangelischen Kirchengemeinden Iserlohns ist seit 1931 uniert.
Die katholischen Pfarrgemeinden sind dem Dekanat Märkisches Sauerland angegliedert. Ende 2005 hatte Iserlohn 37.479 evangelische und 34.194 katholische Einwohner. 29.574 gehörten einer sonstigen oder keiner Religionsgemeinschaft an.
Iserlohns alte Pfarrkirche mit dem Patron Sankt Pankratius („Bauernkirche“) war ursprünglich eine Tochterkirche von Menden. Die Pfarrer von Iserlohn waren im 13. und 14. Jahrhundert oftmals Dechanten des Dekanats Attendorn, zu dem sie gehörten. Die Besetzung der Pfarrstelle stand dem Andreasstift in Köln zu. Das Kirchspiel Iserlohn hatte die beiden Filialen Oestrich und Altena. Innerhalb der Stadtmauer entstand um 1330 die Oberste Stadtkirche, die zunächst den Heiligen Cosmas und Damianus, später der Heiligen Jungfrau Maria geweiht war. Im 16. Jahrhundert erhielt sie volle Rechte als Pfarrei und wurde damit zur Hauptkirche der Stadt.
Die Reformation erreichte Iserlohn 1524, als Conrad Varnhagen die lutherische Lehre verbreitete und Iserlohn reformiert wurde. 1745 wurde auf Anordnung des preußischen Staates die katholische Gemeinde Iserlohn (wieder-)gegründet. Anfangs wurden Gottesdienste in einem Privathaus, ab 1755 in einer kleinen Kirche abgehalten. In der zweiten Hälfte des 18. Jahrhunderts zogen viele Katholiken hinzu, um insbesondere in den Nadelfabriken zu arbeiten. Die Kirche wurde zu klein und daher 1825 abgerissen. 1831–1873 gab es eine Kirche an der Lehmkuhle, die wegen Bergbauschäden geschlossen wurde. Die älteste bestehende katholische Kirche in der Iserlohner Innenstadt ist die Aloysius-Kirche von 1894. Die evangelischen Christen waren zur Zeit ihres Baues noch in der Überzahl, doch durch die katholischen Flüchtlinge nach dem Zweiten Weltkrieg stellte sich im Gesamtstadtgebiet ein beinahe ausgewogenes Verhältnis zwischen diesen Glaubensrichtungen ein. Die Gottesdienste der beiden großen Konfessionen finden in 14 evangelischen und 13 katholischen Kirchen statt.
Seit 1886 hat die Neuapostolische Kirche (NAK) in Iserlohn eine starke Gemeinde. Ihr Begründer war der spätere Apostel Bornemann. Von dieser Gemeinde aus, die heute Bezirksgemeinde für den Ältestenbezirk Iserlohn ist, wurden viele Gemeinden in der Nähe, aber auch bis nach Hessen gegründet. Heute gibt es im Stadtgebiet drei Gemeinden. In der zweiten Hälfte des 20. Jahrhunderts kamen zahlreiche Gastarbeiter unterschiedlicher Nationalitäten und Glaubensrichtungen nach Iserlohn. Heute gibt es neben einer italienischen, einer portugiesischen und einer griechisch-orthodoxen Gemeinde auch eine größere muslimische Gemeinde, die in den 1990er Jahren eine Moschee errichtete.